# Geoff Coombes
Geoffrey Coombes, também conhecido como Jeff Coombes (Lincoln, 23 de abril de 1919 - Rockledge, 5 de dezembro de 2002), foi um futebolista britânico, com dupla nacionalidade norte-americano. Atuando como meio campista e zagueiro, participou da Seleção de Futebol dos Estados Unidos na Copa do Mundo FIFA de 1950.

## Carreira
Em 1935, mudou para os Estados Unidos e lutou a Segunda Guerra Mundial no exército norte-americano. Na adolescência, jogou nas categorias de base do Nottingham Forest Football Club e depois da guerra, jogou no "Chicago Vikings", sendo campeão do Lamar Hunt U.S. Open Cup (anteriormente chamado de "National Challenge Cups") em 1946. Ainda em 1946, defendeu o "Detroit Wolverines" e foi campeão da "North American Soccer Football League" de 1946.
Em 1948, jogando pelo "Chicago Vikings", ganhou a liga local e em 1950 foi convocado para a Seleção de Futebol dos Estados Unidos na Copa do Brasil como defensor reserva. 
Em 1976, seu nome entrou para o "National Soccer Hall of Fame".